# Chemins de fer vicinaux
Ne doit pas être confondu avec Société nationale des chemins de fer vicinaux.
Les chemins de fer vicinaux (CV) sont une ancienne compagnie de chemin de fer luxembourgeoise qui exista de 1899 à 1934.

## Histoire
La compagnie est fondée en 1899 et est concessionnaire, mais pas exploitant, des deux lignes à voie métrique suivante :
- Ligne de Bettembourg à Aspelt, exploitée de 1899 à 1911 par la Société anonyme pour l'exploitation de chemins de fer régionaux en Belgique, de 1911 à 1919 par la Société des chemins de fer secondaires luxembourgeois (CSL) et de 1919 à 1934 par la Société anonyme luxembourgeoise des chemins de fer et minières Prince-Henri (PH) ;
- Ligne de Luxembourg à Echternach, exploitée de 1904 à 1919 par la CSL et de 1919 à 1934 par le PH.

Elle disparaît en 1934 dans le cadre de la loi du 14 avril 1934 concernant la reprise et l'exploitation par l'État des chemins de fer secondaires et vicinaux qui unifie le réseau à voie métrique sous l'égide des Chemins de fer à voie étroite de l'État.